# Рабочий посёлок Шаранга
Рабочий посёлок Шаранга — городское поселение в Шарангском районе Нижегородской области.
Административный центр — рабочий посёлок Шаранга.

## История
Городское поселение Рабочий посёлок Шаранга образовано Законом Нижегородской области от 15 июня 2004 года № 60-З «О наделении муниципальных образований — городов, рабочих посёлков и сельсоветов Нижегородской области статусом городского, сельского поселения», установлены статус и границы муниципального образования.

## Население
| 2002  | 2008  | 2009  | 2010  | 2011  | 2012  | 2013  |
| ----- | ----- | ----- | ----- | ----- | ----- | ----- |
| 6512  | ↘6480 | ↗6498 | ↗6670 | ↘6666 | ↗6668 | ↗6704 |
| 2014  | 2015  | 2016  | 2017  | 2018  | 2019  | 2020  |
| ↗6705 | ↘6688 | ↗6706 | ↗6809 | ↗6834 | ↘6816 | ↘6782 |
| 2021  |       |       |       |       |       |       |
| ↗6870 |       |       |       |       |       |       |

## Состав городского поселения
| № | Населённый пункт | Тип населённого пункта                  | Население |
| - | ---------------- | --------------------------------------- | --------- |
| 1 | Большой Рейчваж  | деревня                                 | ↗89       |
| 2 | Куршаково        | деревня                                 | #Н/Д      |
| 3 | Малый Рейчваж    | деревня                                 | ↘24       |
| 4 | Шаранга          | рабочий посёлок, административный центр | ↗6697     |